# Fhish
Fhish, de son vrai nom Mbonjem Lesly Aponglen, né le 8 février 1997 à Bamenda et mort le 23 décembre 2021 à Tiko, est un chanteur camerounais. 

## Biographie

### Enfance et débuts
Fhish grandit à Bamenda, où il fait ses premiers pas dans la musique. Il s'inspire d'artistes tels que Wizkid, X-Maleya, Chris Brown et bien d'autres.

### Carrière
En 2018, il décide de s'installer à Douala pour donner à sa musique et à sa carrière une tournure plus professionnelle. Lors d'une de ses prestations, Fhish est repéré par les membres du groupe Manjong Music, et signe donc avec le label.
Sous Majong Music, il sort le single Bonbon Sifflet en 2018, et après des années d'anonymat, Fhish se fait connaître en 2020, et est révélé au grand public grâce à son titre Njoh, en collaboration avec le chanteur Longuè Longuè.
En novembre 2021, Fhish gagne une nouvelle voiture et la somme de 12 millions de FCFA à la suite d'un concours artistique organisé par l'émission de téléréalité Biggy 237.

### Mort
Le 24 décembre 2021, accompagné de son manager et de sa compagne, le véhicule de Fhish est entré en collision avec un camion sur la route Tiko-Douala. Fhish et son assistant meurent sur le coup, tandis que sa compagne, grièvement blessée, est transportée à l'hôpital.

## Discographie

### EP
- 2020 : I’m Cameroon

### Singles
- 2018 : Bonbon sifflet
- 2019 : Anti Kirikou
- 2019 : Holla Holla
- 2020 : Njoh (feat. Longuè Longuè)